# Kostel svaté Kateřiny Alexandrijské (Milovice)
Kostel sv. Kateřiny Alexandrijské v Milovicích je novogotický jednolodní kostel na západním okraji městské části Milovice, vystavěný v letech 1906–1907. Zajímavý je pro svou výmalbu z let 1915–1916 v rámci Středočeského kraje ojedinělou. Kostel je památkově chráněný.

## Historie

### Předchůdce dnešního kostela

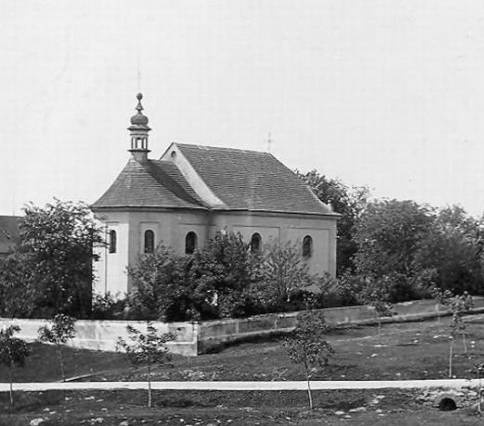
Původní barokní kostel svaté Kateřiny v Mladé.

Původní farní kostel sv. Kateřiny zbudován v 18. století v barokním slohu stál uprostřed obce Mladá v její původní poloze. Roku 1904 však byla Mladá koupena ministerstvem války od bývalé majitelky za účelem vojenského výcviku a tak byl farní kostel roku 1906 zrušen a roku 1927 zbourán. Zachoval se pouze původní barokní mobiliář, který byl přesunut do nového kostela.

### Výstavba nového kostela
Poté, co obec Mladá i s kostelem zanikla, ministerstvo války financovalo výstavbu nového kostela společně s farou a hřbitovem. Stavba byla provedena dosud neznámým stavitelem. Nový kostel je stejného zasvěcení jako ten původní, k zasvěcení došlo 25. listopadu 1907 ve svátek Kateřiny. Unikátní výmalba interiéru kostela probíhala v letech 1915–1916 pod vedením malíře Vincence Klivinského polskými zajatci a je zdokumentována v kronice Liber memorabilium parochiae Milovicensis.

## Popis stavby
Kostel sv. Kateřiny se nachází na západním okraji jádra původních Milovic, uprostřed mezi nimi a nynější městskou částí Mladá, nedaleko od železniční stanice. Stojí v křižovatce ulic Mírová, směřující na Lysou nad Labem, a 5. května, směřující na Zbožíčko. Samotný kostel je obklopen travnatým prostranstvím a vzrostlými stromy. Hřbitov je položen 650 metrů jižněji na samotném okraji Milovic.
Stavba není orientovaná – k jihovýchodu (tzn. do prostoru návsi) je obráceno vstupní průčelí s hranolovou věží, naproti pak k severozápadu pětiboký závěr (presbytář). Jedná se o jednolodní objekt, půdorys lodi je obdélníkový. Na jihozápadním nároží stavby se v koutě mezi lodí a presbytářem nachází sakristie.

### Exteriér

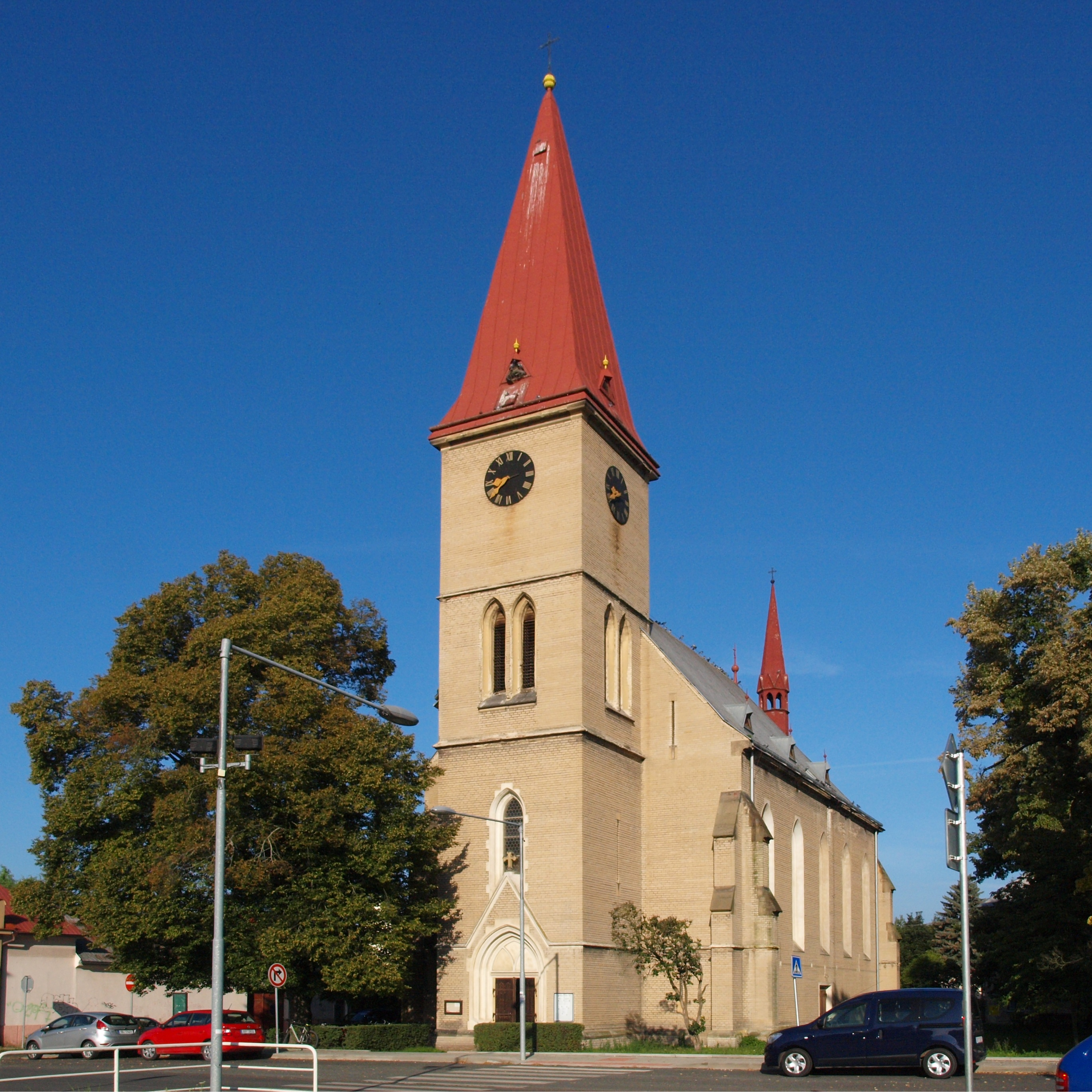
Jihovýchodní pohled na kostel sv. Kateřiny, Milovice

Budova kostela je postavena z režného bílého zdiva s křížovou vazbou. Dovnitř se vstupuje z jihovýchodu skrze masivní hranolovou věž o čtyřech patrech, která je zakončena čtyřbokou jehlancovou střechou s plechovou krytinou červené barvy, na jejímž vrcholku se tyčí kovový latinský kříž. Samotná patra věže jsou členěná jednoduše profilovanými patrovými římsami, přičemž římsa mezi přízemím a prvním patrem se nad portálem zalamuje do tvaru trojúhelníka bez základny, v jehož špičce se nachází kamenný jetelový kříž, který zasahuje do okenního otvoru v prvním patře. Vstupní otvor je lemován lomeným profilovaným portálem nasazeným na sokl stavby, nad otvorem se nachází tympanon se slepou kružbou obsahující dva prohnuté pruty do tvaru písmene V. Portál, stejně jako okno v prvním patře, je ohraničen obdélníkovými štukovými poli, která mají nad oknem tvar zakončení kříže. Okenní otvor v prvním patře je na ose společně se vstupem, ostění je výrazně odstupněno a nahoře lomený oblouk. Každá ze tří stran, která není v druhém patře spojena s hlavní lodí (tzn. severovýchodní, jihovýchodní a jihozápadní), obsahuje dvojici oken s lomeným obloukem, odstupněným ostěním a zkoseným parapetem. V nejvyšším patře nad okny se nachází na každé straně věže hodiny s černým ciferníkem, římskými číslicemi a zlatými ručičkami, kromě strany severozápadní, kde se nachází dvojice oken ve stejném stylu, jako ty o patro níže. Římsa nad hodinami (korunní římsa) je fabionová. Na levé straně věže je přístavek schodiště s jednoduchými štěrbinovými okénky.
Loď kostela je na každé straně členěna pěti osami okenních otvorů s lomeným obloukem. Vitrážemi vyplněné okenní otvory mají jemně profilované ostění a zkosené parapety směrem ven. Uprostřed severovýchodního průčelí se nachází vedlejší vstup olemován menším odstupněným pravoúhlým portálem. V rozích lodi stavbu "podpírají" dvojice na sebe kolmých jednou odstupněných pilířů s kamennou stříškou v místě odstupnění a na vrcholu. Římsa oddělující první patro a přízemí probíhá přes pilíře. Chrámovou loď nahoře zakončuje sedlová střecha kryta eternitovými šablonami, která obsahuje střešní vikýře a tři trojúhelníková střešní okénka.
Na severozápadní straně je kostel zakončen pětibokým závěrem s pěti jednou odstupňovanými pilíři stejného stylu jako na hlavní lodi a šesti okenními osami také obdobného stylu. K závěru je ze severozápadní strany přistavěna jednopatrová sakristie obdélníkového půdorysu s pultovou střechou a dvojicí gotizujících oken směřujících na jihozápad. Vstupní portál je jednoduchý, pravoúhlý, kamenný. Ze střechy závěru se tyčí jehlancovitá sanktusová vížka krytá červeně natřeným plechem.

### Interiér
Vstupní předsíň, která se nachází v přízemí věže je zaklenuta jedním polem křížové klenby, která je svedena do koutů. Vstup do hlavní lodi kostela je rámován pravoúhlým portálem s vyžlabením, na každé straně portálu se nachází dvojice pilastrů s bohatě profilovanými hlavicemi. Na levé straně propouští světlo jedno štěrbinové okénko. Stropní konstrukce lodi kostela je dřevěná, nesená příčnými trámy, které jsou uloženy na pravoúhlých dřevěných vzpěrách, spočívajících na konzolách. Boky hlavní lodi kostela jsou členěny hranolovými polosloupy, které oddělují okenní otvory. Společně s šikmými špaletami vloženými do mělkých nik tvoří polosloupy ucelená arkádová pole nahoře uzavřena obloukem. Nad vstupem je kruchta s jednoduchým zábradlím, kterou podpírají dva mohutné hranolové sloupy s jednoduchou jednou odstupněnou hlavicí. Po stranách je kruchta podepřena dvěma pilastry obdobného stylu jako na bocích lodi, zastropena je zespodu plochou trámovou konstrukcí.
Presbyterium je o dva stupně vyvýšeno a od zbytku kostela odděleno vítězným obloukem s fabionovou římsou a nápisem „Beránku boží jenž snímáš hříchy světa smiluj se nad námi“. Dříve bylo odděleno ještě chórovou přepážkou, ta byla ale na doporučení druhého vatikánského koncilu odstraněna. Křížovou klenbu presbyteria s kruhovým svorníkem tvoří vyžlabená žebra, která jsou nasazena na odstupněné geometrizující konzoly. Závěr presbytáře je řešen obdobně, z kruhového svorníku paprsčitě vybíhá pět vyžlabených žeber spočívajících na stejných konzolách jako žebra křížové klenby. Na levou stranu presbytáře se pojí plochostropá sakristie se dvěma gotickými okny a vchodem tvořeným úzkým hrotitým portálkem s vyžlabením. Všechna okna presbytáře jsou zasklena čirým sklem bez výzdoby zasazeným do olova. Okno, které je nejblíže levé (evangelijní) straně lodi kostela je vyzdobeno nápisem „Pochválená a pozdravená / budiž Nejsvětější / Svátost Oltářní“ na bílém podkladu, nad nápisem pak vyobrazen kalich zlaté barvy s hostií a kyticí. Okna lodi kostela jsou také zasklená v olověných rámech, jsou vyzdobena medailony vyobrazení světců, namalovány či opraveny restaurátorem Bohuslavem Knoblochem z Prahy po generální opravě oken v letech 1988–1989.

### Vybavení kostela
V kostele se nacházejí dva zvony. Ve věži je signovaný a datovaný zvon z poloviny 16. století a ve vížce je zvon z druhé poloviny 17. století, v roce 2001 byly oba zvony opraveny a očištěny. Větší zvon má průměr spodního věnce 770 mm a jeho hmotnost je okolo 290 kg, vyroben byl známým zvonařem Petrem z Mladé Boleslavi v roce 1552. Tento zvon sem byl přenesen z původního kostela v Mladé. Spodní věnec menšího zvonu má průměr 335 mm, hmotnost okolo 26 kg a také byl přinesen z původního kostela.
Z původního kostela do toho nynějšího byly kromě zvonů převezeny i oltáře a některé lavice. Zpovědnice a některé lavice byly vyrobeny erárem po stavbě tohoto kostela a sochy, některé svícny a lampa věčného světla byly darovány farníky.

## Galerie

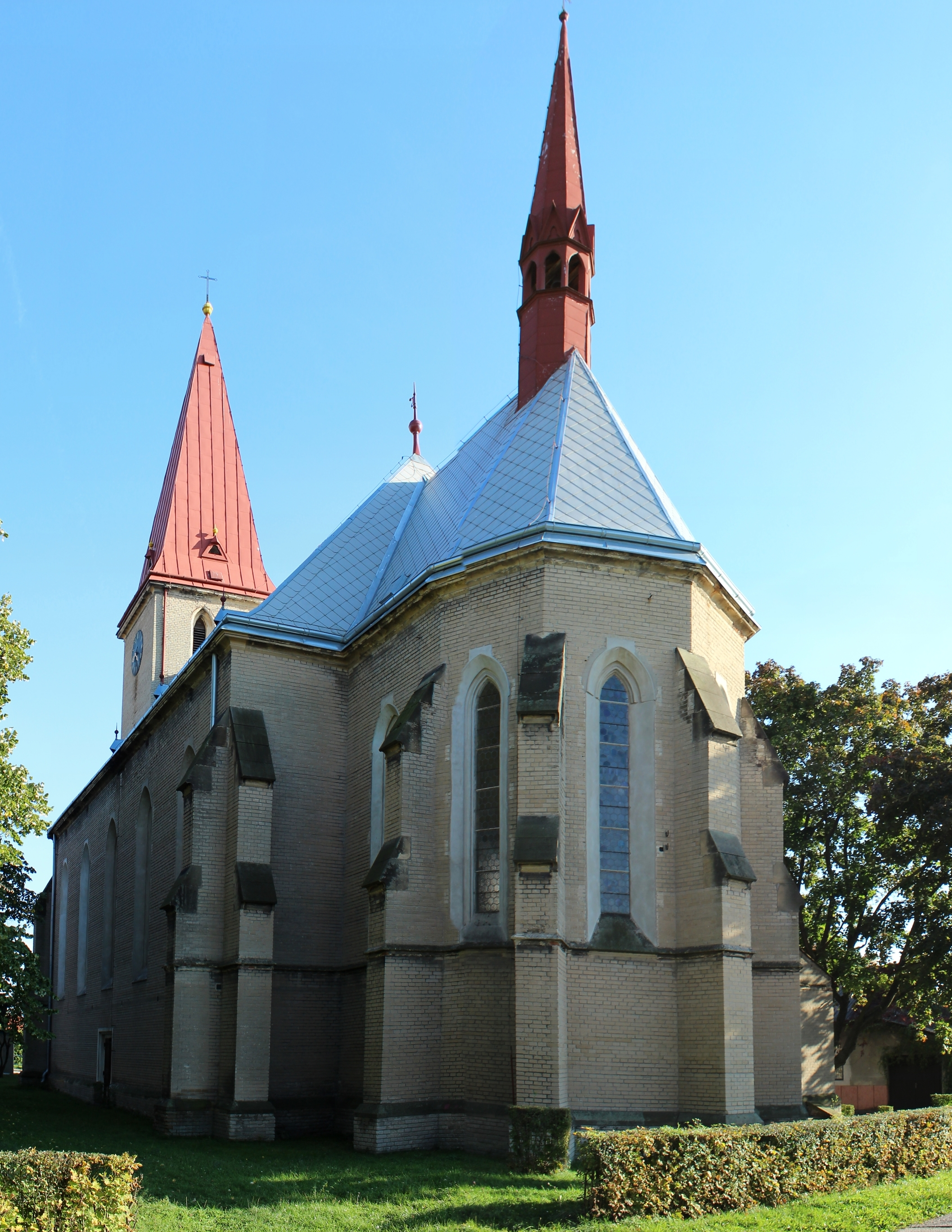
Zadní část kostela sv. Kateřiny
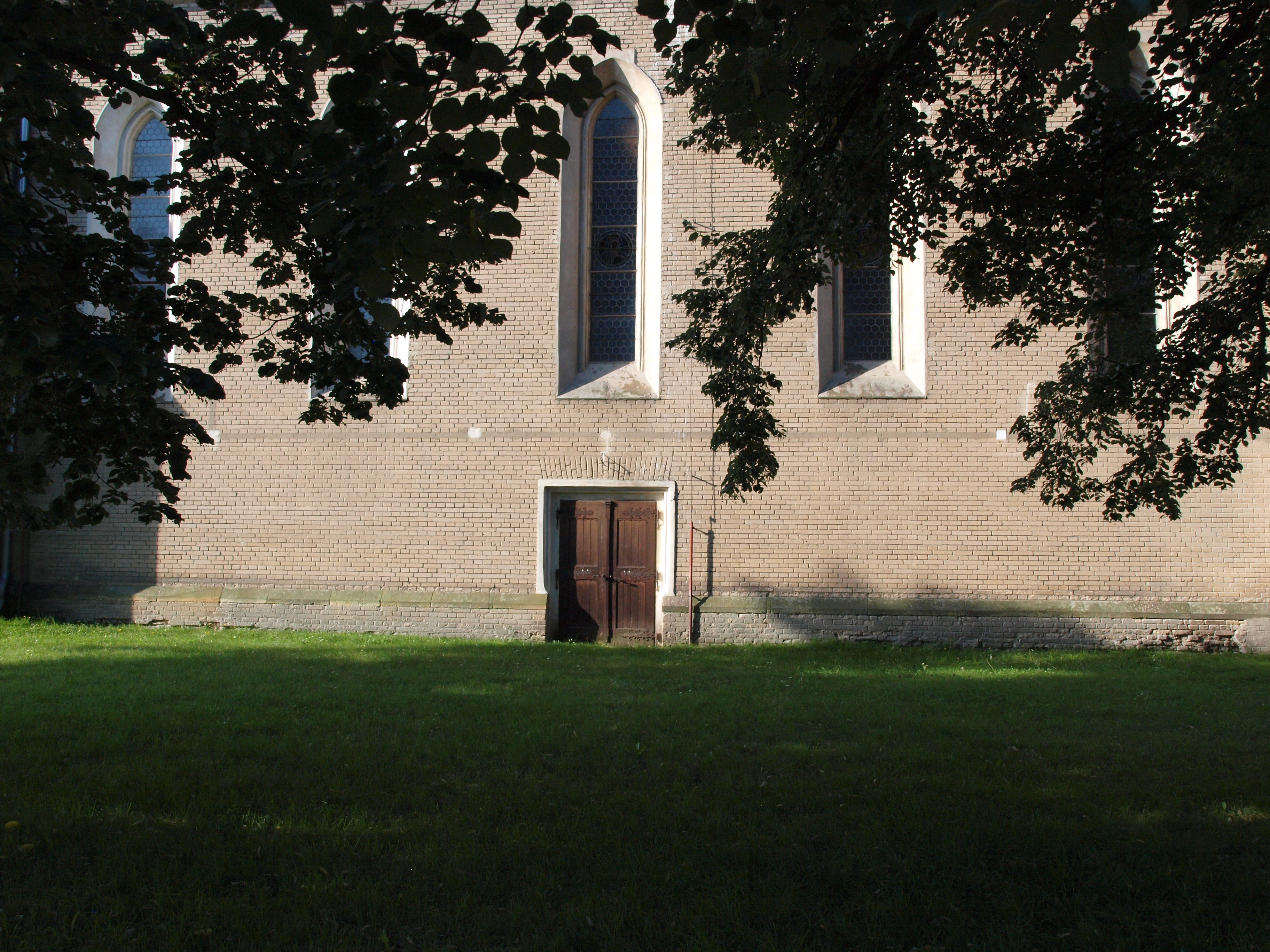
Vedlejší vstup do kostela
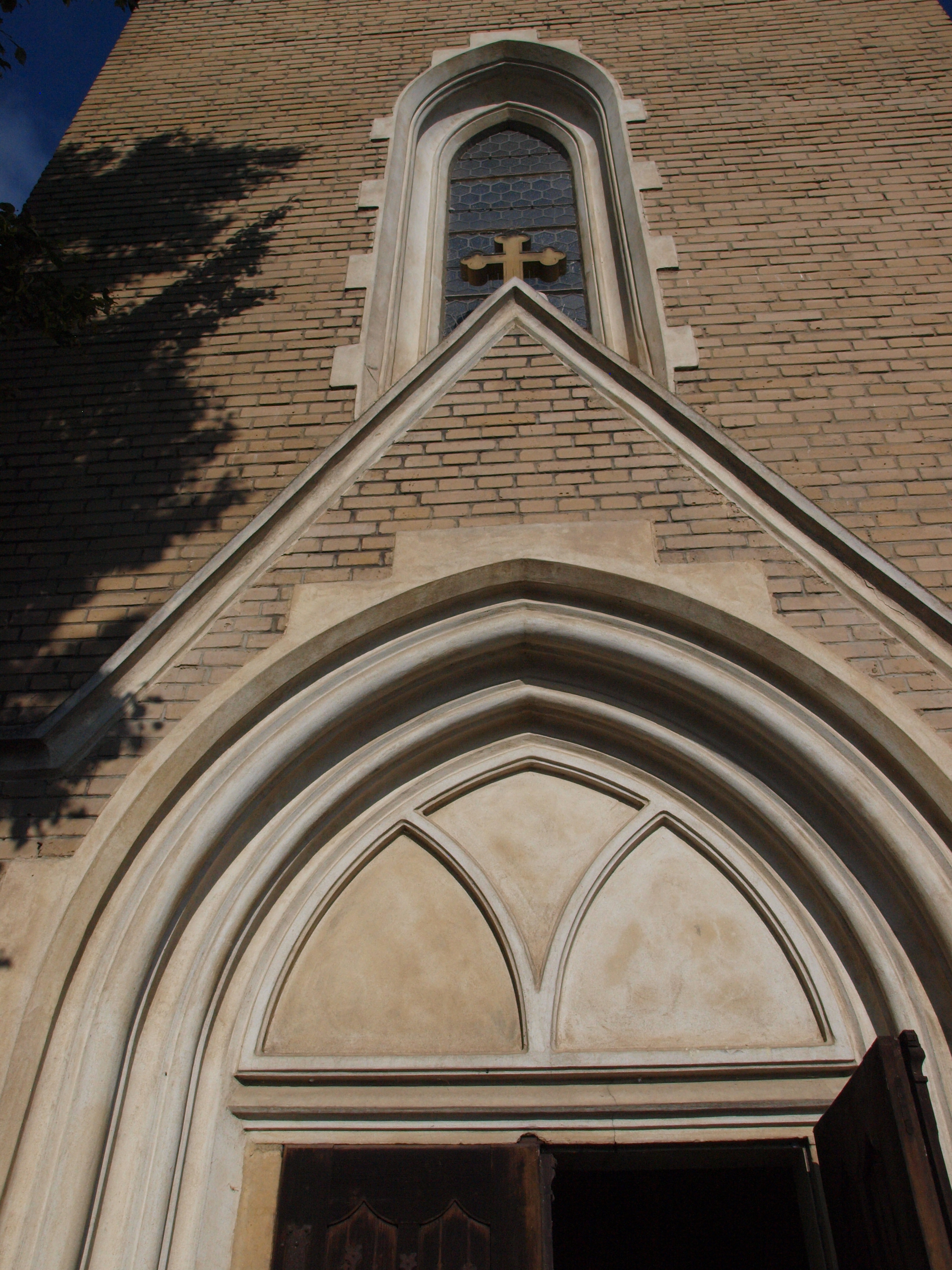
Detail tympanonu nad hlavním vstupem
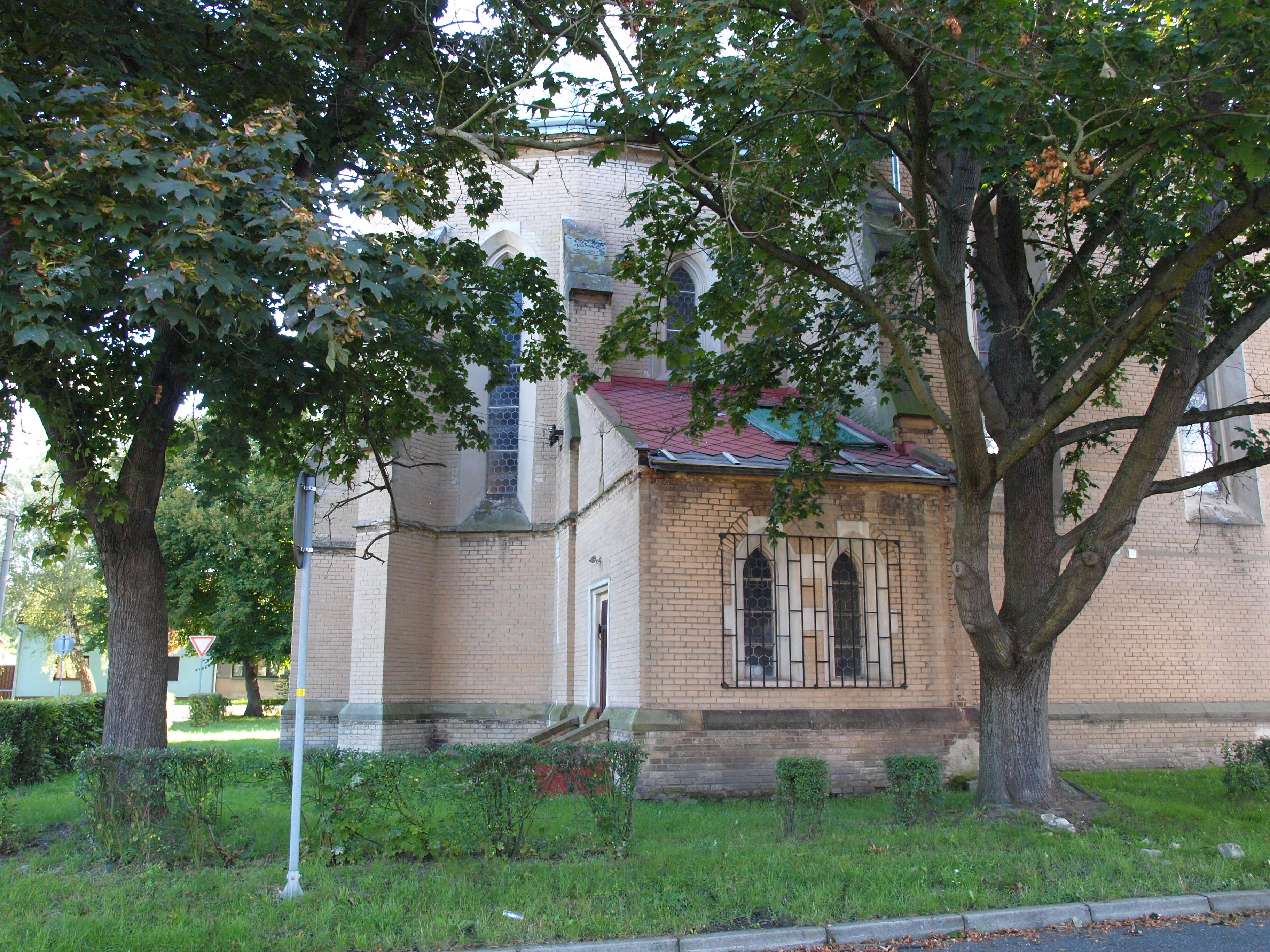
Pohled na sakristii

## Využití kostela
Ve 21. století se v kostele konají pravidelné nedělní mše, také v něm město spolu s farníky pořádá řadu koncertů.